# G17+
G 17+ je bivša politička stranka u Srbiji. Njen prvi predsjednik je bio Miroljub Labus, a naslijedio ga je Mlađan Dinkić.

## Povijest
G 17+ je osnovan 15. prosinca 2002. godine. Za prvog predsjednika izabran je Miroljub Labus, tadašnji potpredsjednik Savezne Vlade SR Jugoslavije. Tijekom iduće 2003. godine, G17+ aktivno je sudjelovala u rušenju tadašnje DOS-ove Vlade koju je predvodio Zoran Živković. Na izvanrednim parlamentarnim izborima, 28. prosinca 2003. godine, G17+ osvaja 34 zastupnička mjesta i zajedno s Demokratskom strankom Srbije Vojislava Koštunice i koalicijom Srpski pokret obnove - Nova Srbija (Vuk Drašković i Velimir Ilić) formira novu Vladu Srbije, 3. ožujka 2004. godine. Miroljub Labus izabran je za potpredsjednika Vlade, a Mlađan Dinkić za ministra financija.
1. listopada 2006. godine, ministri G17+ podnose ostavke u Vladi jer nisu nastavljeni pregovori o pridruživanju Srbije Europskoj uniji. Na izvanrednim parlamentarnim izborima, 21. siječnja 2007. godine, G17+ (čiji je lider u međuvremenu postao Mlađan Dinkić) osvaja 19 zastupničkih mjesta. 15. svibnja te godine, G17+ zajedno s DSS i Demokratskom strankom Borisa Tadića formira Vladu u kojoj Dinkić zauzima položaj ministra gospodarstva i regionalnog razvoja.
Pred nove izvanredne izbore za Skupštinu Srbije, koji su zakazani za 11. svibnja 2008. godine, G17+ je ušao u koaliciju s Demokratskom strankom, Ligom socijaldemokrata Vojvodine Nenada Čanka, i Srpskim pokretom obnove Vuka Draškovića. Lista se zvala Za evropsku Srbiju - Boris Tadić. 
Svibnja 2010. godine, G 17+ je bio okosnica za formiranje Ujedinjenih Regiona Srbije, na čije čelo je došao Dinkić. Tako je G17+ prestao postojati.

## Istaknutiji članovi
- Ivana Dulić Marković